# Coelometopon coronatum
Coelometopon coronatum är en skalbaggsart som beskrevs av Perkins 2005. Coelometopon coronatum ingår i släktet Coelometopon och familjen vattenbrynsbaggar. Inga underarter finns listade i Catalogue of Life.